# Sankt Johannes kyrka, Landskrona
Sankt Johannes kyrka är en kyrkobyggnad i Landskrona. Den tillhör Landskrona församling i Lunds stift.

## Kyrkobyggnaden
Sankt Johannes kyrka uppfördes 1961 på Landskrona kyrkogård. Den är sammanbyggd med begravningskapellet Sankt Jakobs kapell. I anslutning till kyrkan finns ett krematorium. Arkitekt var Eiler Græbe.
Kyrkan, som rymmer omkring 200 personer, är byggd av mörkrött tegel och är sparsamt utsmyckad.
Landskronas första kyrka, som revs på 1750-talet, var även den uppkallad efter Johannes Döparen.

## Inventarier
- Altartavlan Den förhärligade Kristus är målad av Martin Emond.
- I Livets rum finns dopfunten från den nedlagda Sankt Ibbs nya kyrka på Ven.
- Vid huvudingången finns marmorskulpturen Nocture som är utförd av Stephan Sinding.

### Orgel
- Den nuvarande orgeln byggdes 1963 av Paul Ott, Göttingen, Tyskland och är en mekanisk orgel. Den restaurerades 2008.

| Huvudverk I  | Svällverk II      | Pedal            | Koppel |
| Gedakt 8´    | Koppelflöjt 8'    | Gedaktpommer 16´ | I/P    |
| Principal 4´ | Rörflöjt 4´       | Nachthorn 4´     | II/P   |
| Gemshorn 2'  | Principal 2'      |                  | II/I   |
|              | Quinta 1 1/3'     |                  |        |
|              | Krumhorn 8'       |                  |        |
|              | Tremulant         |                  |        |
|              | Crescendosvällare |                  |        |

## Källor

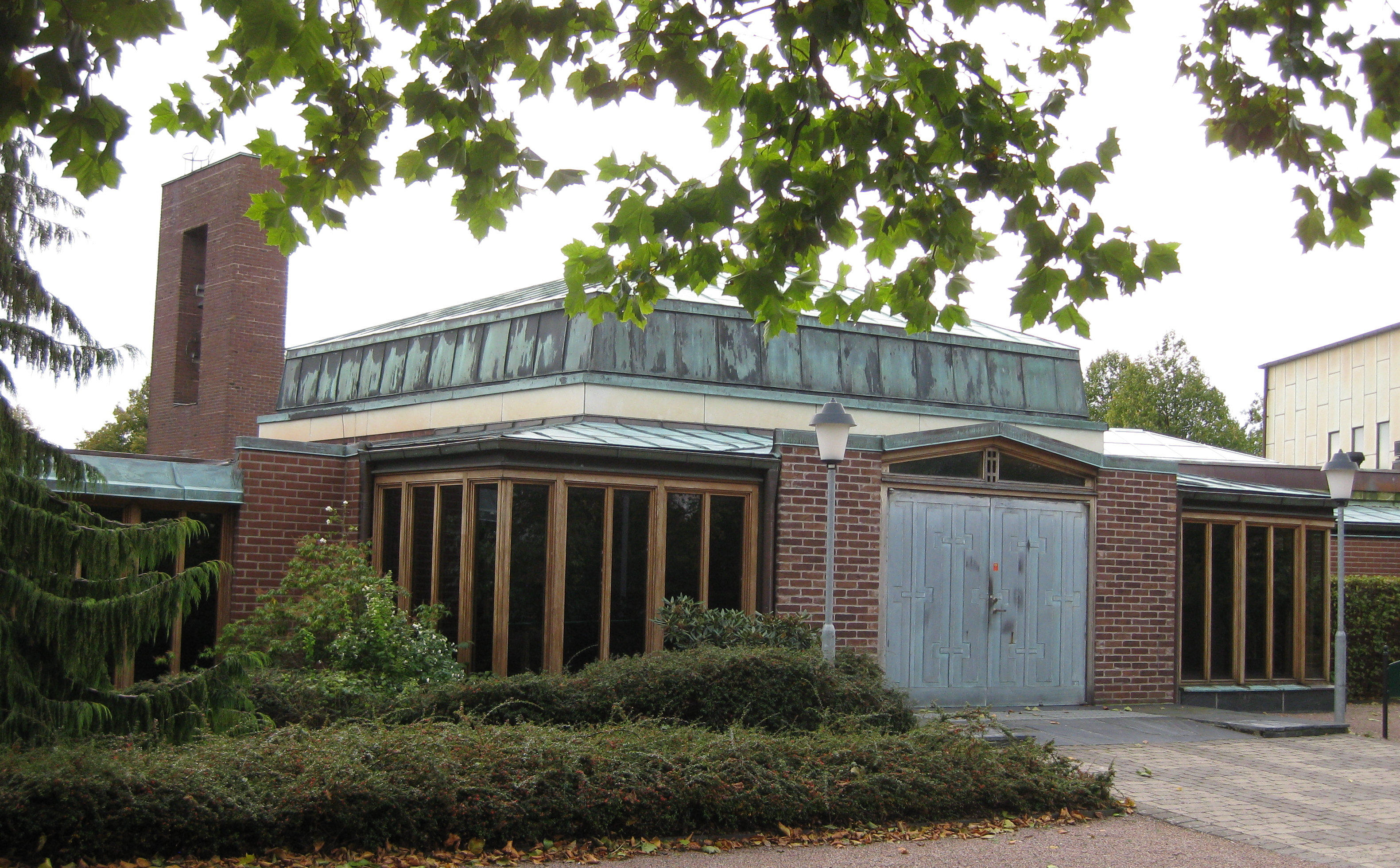
Sankt Jakobs kapell